# Arina Arata
Arina Arata (jap. 新 ありな Arata Arina; ur. 15 grudnia 1996 w Tokio) – japońska aktorka AV grająca w filmach dla dorosłych. Wcześniej znana jako „Arina Hashimoto” (橋本 ありな).

## Życiorys

### 2015: Przed debiutem
Przed debiutem w filmie dla dorosłych, w grudniu 2015 roku ukazało się wideo „ハックツ美少女 Revolution 橋本ありな” przedstawiające jej osobę.

### 2016–2017: Debiut AV, dołączenie do grupy idolek, AV Open 2017
W marcu 2016 roku pod skrzydłami Arrows zadebiutowała na rynku filmów dla dorosłych dla czołowego producenta S1 pod hasłem „idolka AV nowej generacji”. Jej pierwszym filmem był „新人NO.1STYLE 橋本ありなAVデビュー”, wydany 19 marca.
W wywiadzie opublikowanym na stronie internetowej FANZA w dniu 2 marca 2016 roku Arina ujawniła powód, dla którego wystąpiła w produkcji AV, mówiąc:

„Chcę być sławna, a raczej chcę, by wiele osób mnie znało i oglądało. Może w głębi duszy jestem trochę samotna, a może po prostu „poszukuję uwagi” (śmiech). Jeśli zajmę się AV, będę mogła dać się poznać różnym ludziom”.

W lipcu została członkinią (nr 19) grupy idolek SEXY-J, składającej się z aktorek AV (ukończyła ją w maju 2017).
Od listopada była stałą asystentką w programie rozrywkowym telewizji Saitama „Bi 〜 chi 9” (ビ〜チ9 ).
W 2017 roku, wraz z Mariną Shiraishi i Shoko Takahashi, była dziewczyną wizerunkową AV OPEN 2017, ceremonii wręczenia nagród dla japońskiego przemysłu filmów dla dorosłych.
Wzięła również udział w targach TAE Taiwan Adult Expo 2017, które odbyły się na Tajwanie w dniach 9-10 czerwca.

### 2018: Nagroda dla najlepszej aktorki
2 maja 2018 roku poleciała na Tajwan, aby nakręcić film promocyjny na TRE Taipei Red Expo 2018, międzynarodową wystawę pornograficzną, która odbyła się w sierpniu.
19 maja podczas DMM.R18 Adult Award 2018 zdobyła najbardziej prestiżową nagrodę w branży filmów dla dorosłych, którą jest nagroda dla najlepszej aktorki. Gdy tylko wywołano jej nazwisko, zalała się łzami, ponieważ według wstępnych opinii fanów, inne kandydatki były uważane za silne pretendentki. Po odebraniu nagrody powiedziała między innymi:

„Wiem, że prawdopodobnie wiele osób nie jest zadowolonych z tego, że wygrałam nagrodę dla najlepszej aktorki... ale ciężko pracowałam na swój własny sposób, aby stać się aktorką AV. Będę więc nadal dawać z siebie wszystko jako aktorka AV, aby zyskać wsparcie wszystkich!”

Z kolei na koncie Arrows na Twitterze pojawiły się podziękowania aktorki po otrzymaniu nagrody, które brzmiały:

„To naprawdę przyprawiło mnie o gęsią skórkę! Dziękuję bardzo! Zdobyłam nagrodę dla najlepszej aktorki! Dziękuję wszystkim fanom i ludziom, którzy wspierali mnie każdego dnia!”

3 sierpnia wróciła na Tajwan na TRE Taipei Red Expo 2018. Następnie 10 sierpnia Arina, Kana Kimiiro i Matsuri Kiritani ogłosiły utworzenie grupy idolek „un panopticon girl” (アン・パノプティコンガール).
7 października ukazał się jej pierwszy film VR, „交わる体液、濃密セックスVR”.

### 2019–2020: Zmiana producenta, własna agencja
W 2019 roku wzięła udział w kolejnej wystawie TRE.
Ostatnią pracą z producentem S1 był film „極上の愛人と行くひと晩10発射精する絶倫不倫旅行” wydany 19 marca 2020 roku. W maju po czterech latach pracy z S1, przeniosła się do FALENO, firmy która specjalizuje się w dystrybucji AV. Jej pierwszym filmem z FALENO był „衝撃移籍ありな丸裸「面接」スペシャル橋本ありな”.
19 czerwca ukazało się 16-godzinne wydanie „橋本ありな エスワン卒業SP 全48タイトル完全コンプリート メモリアルBOX 16時間” zawierające 48 tytułów ze współpracy z S1.
W grudniu wraz ze swoim menedżerem założyła prywatną agencję coolangatta i nawiązała partnerstwo biznesowe z ACT (m.in. listy od fanów były adresowane do ACT).

### 2021–2022: Zmiana nazwiska, zmiana producenta

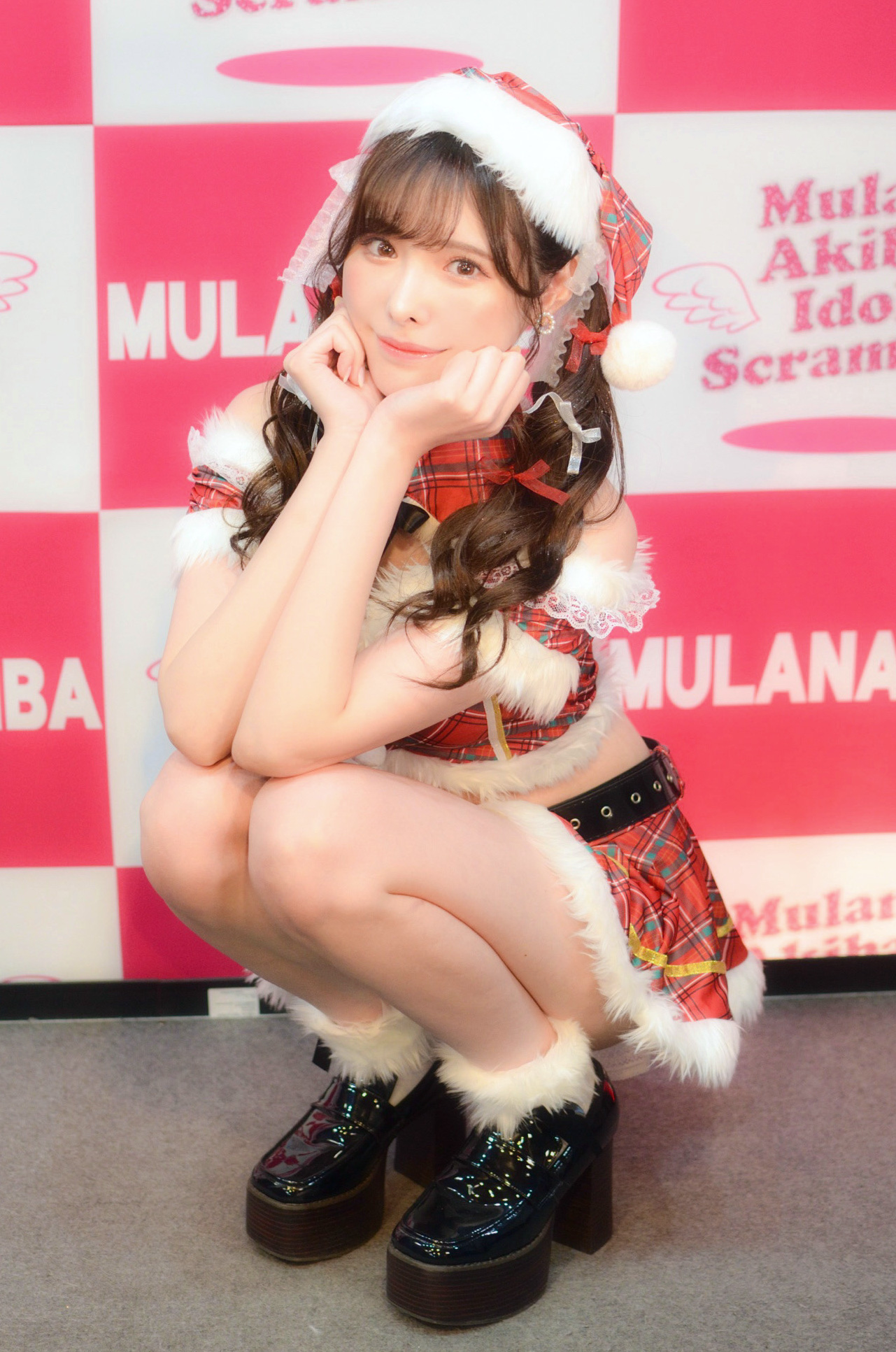
Zdjęcie wykonane w 2020 roku

W kwietniu 2021 roku zajęła 6. miejsce w rankingu „2021現役AV女優SEXY総選挙” (seksownych aktywnych gwiazd AV 2021) ogłoszonym przez Weekly Asahi Geinō. 9 Sierpnia zajęła 9. miejsce w plebiscycie czytelników „読者300人が選んだFLASH 2021セクシー女優ランキング” (seksownych aktorek FLASH 2021 w rankingu 300 czytelników).
Pod koniec 2021 roku powstał jej kanał YouTube „ありなの、これありな！”. A na koniec roku zajęła 20. miejsce w rankingu „2021年セクシー女優” (najseksowniejszych aktorek 2021 roku) według Kobunsha FLASH.
W maju 2022 roku zajęła 19. miejsce w rankingu Weekly Asahi Geinō  „2022現役AV女優SEXY総選挙” (seksownych aktywnych gwiazd AV 2022).
Film „ダダ漏れ失禁、潮吹き乱れ！史上最高にイキ汁を噴射する激ヤバスプラッシュアクメ 橋本ありな”, którego dystrybucja rozpoczęła się 11 czerwca, był jej ostatnim pod nazwiskiem Hashimoto i ostatnim z FARENO.
16 sierpnia ogłosiła na swoim oficjalnym koncie na Twitterze, że dołącza do ACT, z którym miała partnerstwo biznesowe i zmienia swoje nazwisko z Hashimoto na Arata, stając się ekskluzywną aktorką kolejnego czołowego producenta MOODYZ.
Po przejściu do MOODYZ powiedziała:

„Chcę dać z siebie wszystko z nastawieniem osoby początkującej. W ciągu ostatnich kilku lat mogłam pracować nieco swobodniej, ale z MOODYZ wracam do normalnej pracy.”

20 września zadebiutowała z MOODYZ i nowym nazwiskiem w filmie „SUPER STAR welcome back！！ 大型移籍 新ありな 二ヶ月間密着 大禁欲・覚醒4本番スペシャル！！”.

### Od 2023: Pierwsze miejsce w rankingu sprzedaży wysyłkowej FANZA
3 kwietnia 2023 roku film „三上悠亜と新ありなと相沢みなみ” z jej udziałem, Yua Mikami i Minami Aizawy po raz pierwszy znalazł się na szczycie rankingu sprzedaży wysyłkowej FANZA. Był również numerem 1 w cotygodniowym rankingu rozpoczynającym się 10 kwietnia. Zajął także 1. miejsce w rankingu DVD w pierwszej połowie 2023 roku.
W sierpniu 2023 roku po trzyletniej nieobecności ponownie pojawiła się na wystawie TRE na Tajwanie.
W rankingu aktorek z czerwca 2024 roku Arata zajęła 10. miejsce w sprzedaży wysyłkowej FANZA.
W rankingu sprzedaży wysyłkowej FANZA za tydzień rozpoczynający się 8 lipca film „MOODYZ専属 新ありな 祝・中出し解禁！！人生初のナマ挿入、膣内射精10発！！” zadebiutował na 2. miejscu, a w tygodniu rozpoczynającym się 15 lipca uplasował się na 5. miejscu.

## Informacje
- Arina jest popularną aktorką filmów dla dorosłych, znaną również jako „azjatycka bogini” ze względu na swój dobry wygląd, wzrost modelki, długie, smukłe nogi i spokojną, łagodną osobowość[42].
- Jej hobby to oglądanie filmów o tematyce parapsychologicznej[43].
- Jej pierwsze doświadczenie seksualne miało miejsce ze starszym klientem, który przychodził do jej pracy na pół etatu, gdy była w drugiej klasie liceum[43][44].
- Arina powiedziała, że przed debiutem w branży pornograficznej odbyła wyłącznie jeden stosunek[44].
- Podczas swojego debiutu AV musiała zapuścić włosy łonowe, ale ponieważ wcześniej je usunęła, nie było to łatwe[43][45].
- Mimo kobiecego wyglądu pierwotnie była wysportowaną osobą, która z pasją uprawiała softball i siatkówkę[43][46].

## Filmografia

### Filmy dla dorosłych
| #                    | Data            | Tytuł | Kod wideo | Producent   | Uwagi | Przy.           |
| Jako Arina Hashimoto |                 | |           |             | |                 |
| 2016                 |                 | |           |             | |                 |
| 1                    | 19 marca        | 新人NO.1STYLE 橋本ありなAVデビュー | SNIS-632  | S1          | Debiut AV | [ 47 ]          |
| 2                    | 19 kwietnia     | 快感！初・体・験6 ありなのSEXたっぷりじっくり見せますスペシャル | SNIS-648  | S1          | | [ 48 ]          |
| 3                    | 19 maja         | 初イキ！初めての顔射・3P W解禁SP | SNIS-662  | S1          | | [ 49 ]          |
| 4                    | 19 czerwca      | 僕のことを大好き過ぎる僕だけのありなと朝から晩まで毎日イチャイチャ同棲性活 | SNIS-679  | S1          | | [ 50 ]          |
| 5                    | 19 lipca        | 交わる体液、濃密セックス | SNIS-696  | S1          | | [ 51 ]          |
| 6                    | 19 sierpnia     | JKお散歩 | SNIS-716  | S1          | | [ 52 ]          |
| 7                    | 19 września     | 初めての恥じらいお漏らし | SNIS-735  | S1          | | [ 53 ]          |
| 8                    | 19 października | 橋本ありなのドキドキ風俗初体験ご奉仕8回転フルコース240分 | SNIS-755  | S1          | | [ 54 ]          |
| 9                    | 25 listopada    | ありなと学校でこっそりドキドキSEXしようよ | SNIS-778  | S1          | | [ 55 ]          |
| 10                   | 19 grudnia      | コスッたありなでいっぱいシコッて スレンダーコスプレイヤーとコスハメ6変身SEX | SNIS-803  | S1          | | [ 56 ]          |
| 2017                 |                 | |           |             | |                 |
| 11                   | 1 lutego        | 橋本ありなの濃厚接吻とフェラチオ尽くし | SNIS-830  | S1          | | [ 57 ]          |
| 12                   | 19 lutego       | チ●ポ大好き超即尺おしゃぶりメイド | SNIS-854  | S1          | | [ 58 ]          |
| 13                   | 19 marca        | 1年間でこんなにエッチになりました。 橋本ありなAVデビュー1周年記念作品 ぶっかけ解禁＆ありなの成長セックスたっぷり見せますスペシャル！！                                                                        | SNIS-877  | S1          | | [ 59 ]          |
| 14                   | 19 maja         | 大洪水！激イカセ潮吹きオーガズム 橋本ありな | SNIS-923  | S1          | | [ 60 ]          |
| 15                   | 25 czerwca      | 無防備にパンチラ誘惑してくる小悪魔JK 橋本ありな | SNIS-946  | S1          | | [ 61 ]          |
| 16                   | 1 sierpnia      | 大好きなデカチンで1日中 膣中イキさせてください 橋本ありな | SNIS-970  | S1          | | [ 62 ]          |
| 17                   | 13 września     | 女子校生鬼畜輪姦レ●プ～標的にされた性処理生徒会長～ | SNIS-992  | S1          | | [ 63 ]          |
| 18                   | 7 października  | ボクを溺愛する彼女の妹の全力フェラチオでこっそり性処理性活 橋本ありな | SSNI-014  | S1          | | [ 64 ]          |
| 19                   | 1 listopada     | 魅惑の“絶対領域”女子校生 ミニスカート、ニーハイ、生脚チラリズム。 | SSNI-036  | S1          | | [ 65 ]          |
| 20                   | 19 listopada    | エスワン2大専属女優共演 ミラクル美少女W大量潮吹きエクスタシー4時間スペシャル | SSNI-056  | S1          | Wspólnie z Tsukasą Aoi                                                                                                 | [ 66 ]          |
| 2018                 |                 | |           |             | |                 |
| 21                   | 1 stycznia      | ミニスカアイドル見学リフレ 過激裏オプフルコース | SSNI-081  | S1          | | [ 67 ]          |
| 22                   | 7 lutego        | 橋本ありなファン感謝祭 直球AVアイドル×一般ユーザー24人 “ファンとSEX初解禁”ハメまくりスペシャル | SSNI-106  | S1          | | [ 68 ]          |
| 23                   | 1 marca         | 汗汁だくだく唾液涎ダラダラひたすら全身舐めしゃぶって本気汁全漏らし性交 | SSNI-132  | S1          | | [ 69 ]          |
| 24                   | 1 kwietnia      | 脅迫集団痴漢師レ○プ 生脚太ももを撫で回す指先・・・尻に擦り付けられるチ○ポ・・・恐怖で脚をガクガクさせ抵抗できずに犯されるスレンダー女子大生                                                                   | SSNI-157  | S1          | | [ 70 ]          |
| 25                   | 19 kwietnia     | 橋本ありなガチイキ大覚醒 人生初、大大大痙攣FUCK | SSNI-182  | S1          | | [ 71 ]          |
| 26                   | 19 maja         | 盗撮リアルドキュメント！密着66日、橋本ありなのプライベートを激撮し、現場カメラマンのアシスタントに扮したイケメンナンパ師に引っ掛かって、SEXまでしちゃった一部始終                                             | SSNI-209  | S1          | | [ 72 ]          |
| 27                   | 19 czerwca      | 絶頂してピクピクしているおま●こを容赦なく突きまくる怒涛のおかわり激ピストン性交 | SSNI-233  | S1          | | [ 73 ]          |
| 28                   | 19 lipca        | ちんシャブ大好き制服少女の超濃厚おしゃぶりテクニック | SSNI-258  | S1          | | [ 74 ]          |
| 29                   | 19 sierpnia     | 1ヵ月間セックスもオナニーも禁止されムラムラ全開でアドレナリン爆発!痙攣しまくり性欲剥き出しFUCK | SSNI-284  | S1          | | [ 75 ]          |
| 30                   | 19 września     | 制服マニア中年男たちが何度も犯した絶品セーラー美少女 | SSNI-305  | S1          | | [ 76 ]          |
| 31                   | 19 października | 嫌な顔を一切しないで常に懇願徹底顔射 | SSNI-326  | S1          | | [ 77 ]          |
| 32                   | 30 października | BEAUTY VENUS 5 | IPX-219   | IDEA POCKET | Wspólnie z Minami Aizawą i Aiką Yamagishi                                                                              | [ 78 ]          |
| 33                   | 19 listopada    | 感じすぎて身悶える男の敏感乳首をひたすら弄り連続射精させちゃう小悪魔チクビッ痴 | SSNI-348  | S1          | | [ 79 ]          |
| 34                   | 19 grudnia      | 身動き取れない患者を完全主導でセックス看護するエロ過ぎ世話好き新米ナース | SSNI-369  | S1          | | [ 80 ]          |
| 35                   | 19 grudnia      | エスワン15周年スペシャル大共演 第3弾 超豪華S1女優大集合 素人チ●ポをヌキまくりハメまくり夢の大乱交! ファン大感謝祭ツアー                                                                                       | SSNI-378  | S1          | | [ 81 ]          |
| 2019                 |                 | |           |             | |                 |
| 36                   | 19 stycznia     | 婚約者の目の前で輪姦された新任女教師 | SSNI-392  | S1          | | [ 82 ]          |
| 37                   | 19 lutego       | 超美脚ミニスカ誘惑エステティシャンの極上密着リップサロン | SSNI-413  | S1          | | [ 83 ]          |
| 38                   | 19 marca        | 制服美少女と湿気の籠る6畳一間で淫猥セックス 清閑な昼下がり…授業を抜け出し畳と汗と愛液の匂いが漂う狭い部屋で不安と情欲と羞恥心に揉まれながら危険でスリルな関係に心酔していく…                                  | SSNI-436  | S1          | | [ 84 ]          |
| 39                   | 19 kwietnia     | 極上スロー手コキで射精誘導してくる陰茎マッサージお姉さん | SSNI-456  | S1          | | [ 85 ]          |
| 40                   | 7 maja          | 橋本ありな3周年記念ベスト 最新12タイトル8時間スペシャル | OFJE-196  | S1          | | [ 86 ]          |
| 41                   | 19 maja         | 全固定されて身動きが取れない橋本ありな 腰がガクガク砕けるまでイッてもイッても止めない無限ピストンSEX | SSNI-476  | S1          | | [ 87 ]          |
| 42                   | 19 czerwca      | 新任なのに常にパンスト挑発してくる小悪魔な美脚女教師 | SSNI-497  | S1          | | [ 88 ]          |
| 43                   | 19 lipca        | 絶対領域 透明感のあるスリムな太ももで常に誘惑 小悪魔ニーハイ美少女 | SSNI-520  | S1          | | [ 89 ]          |
| 44                   | 19 sierpnia     | ずっと憧れていた1個上のマドンナ先輩と部活の遠征で相部屋になった3日間。 | SSNI-546  | S1          | | [ 90 ]          |
| 45                   | 19 września     | 軽蔑している義父と唾液を飲み合う仲になりました。 | SSNI-569  | S1          | | [ 91 ]          |
| 46                   | 19 października | フェラチオの女神 VS 絶対にSEXしたい素人17人 | SSNI-593  | S1          | | [ 92 ]          |
| 47                   | 19 listopada    | 股下88センチ長～い美脚少女 ハイレグ制服の誘惑 | SSNI-621  | S1          | | [ 93 ]          |
| 48                   | 19 grudnia      | 一ヶ月間の禁欲の果てに彼女の親友と僕が浮気SEXだけに没頭した彼女不在の2日間。 | SSNI-647  | S1          | | [ 94 ]          |
| 49                   | 19 grudnia      | S1豪華絢爛ドリーム大共演2019 ファン感謝祭!大大大乱交!夢のハーレムソープ!超豪華3本立て伝説の270分 | SSNI-658  | S1          | | [ 95 ]          |
| 2020                 |                 | |           |             | |                 |
| 50                   | 19 stycznia     | 可愛いからっていい気になってるありなに嫉妬した私は男友達たちに頼んで何度も復讐代行レ×プしてもらった。 | SSNI-677  | S1          | | [ 96 ]          |
| 51                   | 19 lutego       | 色白で華奢な彼女が巨漢先輩2人のWプレスで寝取られ快楽堕ち | SSNI-706  | S1          | | [ 97 ]          |
| 52                   | 19 marca        | 極上の愛人と行くひと晩10発射精する絶倫不倫旅行 | SSNI-706  | S1          | Ostatnia praca z producentem S1                                                                                        | [ 21 ]          |
| 53                   | 21 maja         | 衝撃移籍ありな丸裸「面接」スペシャル橋本ありな | FSDSS-042 | FALENO      | Debiut w FALENO, dystrybucja rozpoczęła się 23 kwietnia                                                                | [ 23 ]          |
| 54                   | 19 czerwca      | 橋本ありな エスワン卒業SP 全48タイトル完全コンプリート メモリアルBOX 16時間 | OFJE-250  | S1          | 16-godzinne wydanie pamiątkowe zawierające 48 tytułów ze współpracy z S1                                               | [ 24 ]          |
| 55                   | 25 czerwca      | 超S級女優の手コキ・フェラ・マ◯コはどれくらい気持ち良いのか…！？橋本ありなのセックス力測定。 | FSDSS-055 | FALENO      | Dystrybucja rozpoczęła się 21 maja                                                                                     | [ 98 ]          |
| 56                   | 23 lipca        | 私にとってフェラチオとは〜口淫の流儀〜橋本ありな | FSDSS-069 | FALENO      | Dystrybucja rozpoczęła się 18 czerwca                                                                                  | [ 99 ]          |
| 57                   | 13 sierpnia     | 我慢して我慢して我慢しきれなかった彼女のお姉さんと僕の禁断SEXにのめり込んだ知られてはいけない２日間。橋本ありな                                                                                               | FSDSS-078 | FALENO      | Tytuł ukazał się w dwóch wersjach Vol.1 i Vol.2, dystrybucja Vol.1 rozpoczęła się 16 lipca, a Vol.2 24 lipca           | [ 100 ] [ 101 ] |
| 58                   | 24 września     | 自撮り神ありなの激盛りハメ「ラレ」撮り交尾 橋本ありな | FSDSS-098 | FALENO      | Tytuł ukazał się w dwóch wersjach take.1 i take.2, dystrybucja take.1 rozpoczęła się 13 sierpnia, a take.2 27 sierpnia | [ 102 ] [ 103 ] |
| 59                   | 8 października  | 客は腰を振る必要すらない上から下から杭打ちソープ橋本ありな | FSDSS-111 | FALENO      | Tytuł ukazał się w dwóch wersjach Vol.1 i Vol.2, dystrybucja Vol.1 rozpoczęła się 9 września, a Vol.2 23 września      | [ 104 ] [ 105 ] |
| 60                   | 26 listopada    | 真性ガチショタ好きお姉さん久々に成人男性とセックスする 橋本ありな | FSDSS-127 | FALENO      | Tytuł ukazał się w dwóch wersjach 1 i 2, dystrybucja 1 rozpoczęła się 10 października, a 2 24 października             | [ 106 ] [ 107 ] |
| 2021                 |                 | |           |             | |                 |
| 61                   | 25 marca        | 女性器をバカにする大量絶叫油無許可塗り込み悪質性感開発オイルエステ 橋本ありな | FSDSS-194 | FALENO      | Tytuł ukazał się w dwóch wersjach Vol.1 i Vol.2, dystrybucja Vol.1 rozpoczęła się 14 lutego, a Vol.2 28 lutego         | [ 108 ] [ 109 ] |
| 62                   | 22 kwietnia     | 肉欲 本能 膣感覚 覚醒性交 橋本ありな | FSDSS-209 | FALENO      | Tytuł ukazał się w dwóch wersjach Vol.1 i Vol.2, dystrybucja Vol.1 rozpoczęła się 13 marca, a Vol.2 27 marca           | [ 110 ] [ 111 ] |
| 63                   | 20 maja         | ちょいMオジさんにドハマりしたパパ活痴女子ありな 橋本ありな | FSDSS-226 | FALENO      | Dystrybucja rozpoczęła się 17 kwietnia                                                                                 | [ 112 ]         |
| 64                   | 24 czerwca      | 「大切な彼女がいるのに…」年下だけど先輩女上司とホテルで相部屋 美脚の誘惑に溺れて朝まで狂ったようにヤリまくった浮気性交 橋本ありな                                                                             | FSDSS-242 | FALENO      | Dystrybucja rozpoczęła się 15 maja                                                                                     | [ 113 ]         |
| 64                   | 8 lipca         | 射精したくなったらいつでもナースコールで即尺看護！フェラ→挿入→フェラで最高の介抱をしてくれる 唾液＆愛液にゅるんにゅるんPtoMナース 橋本ありな                                                                  | FSDSS-259 | FALENO      | Dystrybucja rozpoczęła się 12 czerwca                                                                                  | [ 114 ]         |
| 65                   | 12 sierpnia     | 宅飲み逆NTR 親友のカノジョが即勃起するボクを弄び何度も杭打ち騎乗位で連続射精。橋本ありな | FSDSS-274 | FALENO      | Dystrybucja rozpoczęła się 10 lipca                                                                                    | [ 115 ]         |
| 66                   | 9 września      | 昔から好きだった幼馴染はNo.1風俗嬢に… オプション全乗せ発射無制限で本番セックスしまくった同棲生活3日間 橋本ありな                                                                                              | FSDSS-289 | FALENO      | Dystrybucja rozpoczęła się 14 sierpnia                                                                                 | [ 116 ]         |
| 67                   | 7 października  | 彼氏と一緒に働いているバイト先の大嫌いなオジさんの粘着愛撫セックスでアクメる二人きりのコンビニ夜勤 橋本ありな                                                                                                 | FSDSS-304 | FALENO      | Dystrybucja rozpoczęła się 11 września                                                                                 | [ 117 ]         |
| 68                   | 11 listopada    | 腰が砕けても逃がさない！ひたすら膣奥を貫く強制立ちバックハンドル 橋本ありな | FSDSS-320 | FALENO      | Dystrybucja rozpoczęła się 9 października                                                                              | [ 118 ]         |
| 69                   | 23 grudnia      | 「わたしの言うとおりにシコってね…」橋本ありなの超快感JOI！何度もヌケるASMR小悪魔ちんこきアシスト | FSDSS-335 | FALENO      | Dystrybucja rozpoczęła się 20 listopada                                                                                | [ 119 ]         |
| 2022                 |                 | |           |             | |                 |
| 70                   | 27 stycznia     | 妻が習い事で遅くなる毎週木曜日は部下のありなと濃厚密着ベロチュウ性交で何度も射精する日 橋本ありな | FSDSS-351 | FALENO      | Dystrybucja rozpoczęła się 18 grudnia 2021                                                                             | [ 120 ]         |
| 71                   | 10 lutego       | 田舎の夏休みはヤることが無いから都会で洗練された幼なじみを帰省中にキメセク漬けにして絶頂しまくり即アクメBODYに仕上げた 橋本ありな                                                                             | FSDSS-365 | FALENO      | Dystrybucja rozpoczęła się 15 stycznia                                                                                 | [ 121 ]         |
| 72                   | 10 marca        | この上ない快楽サービスでおもてなし！射精回数無制限のアジアン回春エステサロン 橋本ありな | FSDSS-376 | FALENO      | Dystrybucja rozpoczęła się 12 lutego                                                                                   | [ 122 ]         |
| 73                   | 7 kwietnia      | ゴミ屋敷に住むキモい変態ストーカーに監禁されたが、最悪なことにチ●ポの相性はこの上ないほど最高。 橋本ありな | FSDSS-393 | FALENO      | Dystrybucja rozpoczęła się 12 marca                                                                                    | [ 123 ]         |
| 74                   | 12 maja         | 家庭教師のありな先生が勉強中に耳もとで淫語を囁きながら乳首をいじくり回してくるのでもっとバカになりそうです…橋本ありな                                                                                         | FSDSS-408 | FALENO      | Dystrybucja rozpoczęła się 9 kwietnia                                                                                  | [ 124 ]         |
| 75                   | 9 czerwca       | 教え子に脅され犯されて…子供たちのオモチャにされても求められる事に喜びを感じ闇堕ちアクメした女教師 橋本ありな                                                                                                  | FSDSS-421 | FALENO      | Dystrybucja rozpoczęła się 14 maja                                                                                     | [ 125 ]         |
| 76                   | 7 lipca         | ダダ漏れ失禁、潮吹き乱れ！史上最高にイキ汁を噴射する激ヤバスプラッシュアクメ 橋本ありな | FSDSS-421 | FALENO      | Dystrybucja rozpoczęła się 11 czerwca, jest to jej ostatni film pod nazwiskiem Hashimoto i ostatni z FALENO            | [ 126 ]         |
| Jako Arina Arata     |                 | |           |             | |                 |
| 77                   | 20 września     | SUPER STAR welcome back！！ 大型移籍 新ありな 二ヶ月間密着 大禁欲・覚醒4本番スペシャル！！ | MIDV-192  | MOODYZ      | Debiut z MOODYZ oraz pierwszy film pod nowym nazwiskiem                                                                | [ 127 ]         |
| 78                   | 18 października | AV女優ありな先生のネチョネチョ、レロレロ 大人のベロキス誘惑接吻レクチャー | MIDV-214  | MOODYZ      | | [ 128 ]         |
| 79                   | 15 listopada    | 「今イッてるから動いちゃダメぇ！」状態でも14400秒イカセ続ける！！ | MIDV-234  | MOODYZ      | | [ 129 ]         |
| 2023                 |                 | |           |             | |                 |
| 80                   | 21 lutego       | おま●こギュンギュン喰い込み・むにむにハミまん・丸出しくぱぁ 卑猥エロかわ衣装で連続ヌキしてくれる風俗フルコース                                                                                                | MIDV-252  | MOODYZ      | | [ 130 ]         |
| 81                   | 21 marca        | 歓迎会で終電を逃した僕に「先輩うちに泊まっていきます？」と肉食系の新卒女子が小悪魔な甘い囁き。誘惑に負けて何度もSEXした                                                                                       | MIDV-271  | MOODYZ      | | [ 131 ]         |
| 82                   | 18 kwietnia     | いきなりチンしゃぶ神対応！ドMクンのお宅へ突撃デリバリーFUCK！ | MIDV-289  | MOODYZ      | | [ 132 ]         |
| 83                   | 9 maja          | 三上悠亜と新ありなと相沢みなみ | SSIS-698  | S1          | Wspólnie z Yuą Mikami i Minami Aizawą                                                                                  | [ 133 ]         |
| 84                   | 16 maja         | 担任教師の僕は生徒の誘惑に負けて放課後ラブホで何度も、何度も、セックスしてしまった… | MIDV-354  | MOODYZ      | | [ 134 ]         |
| 85                   | 20 czerwca      | 私のフェラ、キミの奥さんよりすっごいよ？ ～新婚の部下に追撃フェラチオ女上司～ | MIDV-383  | MOODYZ      | | [ 135 ]         |
| 86                   | 18 lipca        | ねぇ、今日これから…キミの乳首めちゃくちゃに犯しにイクね 甘サド小悪魔チクビッ痴が突然目の前に現れて敏感乳首のM男くんをチクシャッ！ &追撃男潮！どこでも構わずニヤニヤいじり倒す超ゲリラ的こっそり逆乳首レイパー | MIDV-413  | MOODYZ      | | [ 136 ]         |
| 87                   | 15 sierpnia     | S級女優の完全プライベート姿を全部ゲキシャ！ 朝までタップリ2人きりの体液交換デートで何度も何度もナマナマ濃厚交尾！！                                                                                           | MIDV-442  | MOODYZ      | | [ 137 ]         |
| 88                   | 19 września     | 大切な彼女がクラスのDQN達に媚薬を使って犯されキメセク堕ちしているのを見てクズ勃起 | MIDV-472  | MOODYZ      | | [ 138 ]         |
| 89                   | 17 października | 超美麗スレンダー性感覚醒ドキュメント ポルチオ開発おま○こ激ピストン潮吹きアクメ | MIDV-502  | MOODYZ      | | [ 139 ]         |
| 90                   | 21 listopada    | 悩殺スレンダー美脚で甘サド挑発！ ドMチ〇ポをイジり焦らす足フェ痴キャビンアテンダント | MIDV-530  | MOODYZ      | | [ 140 ]         |
| 90                   | 19 grudnia      | 一度射精しても、見つめて囁きヌイてくれる回春エステ | MIDV-561  | MOODYZ      | | [ 141 ]         |
| 2024                 |                 | |           |             | |                 |
| 91                   | 23 stycznia     | ボクをゴミ部屋から救おうとしてくれるありな先生が性欲モンスターオヤジに犯される姿を鬱勃起しながら見つめることしか出来なかったあの日…                                                                           | MIDV-592  | MOODYZ      | | [ 142 ]         |
| 92                   | 20 lutego       | 無制限射精・男潮吹き拘束スイートルーム 担任女教師の誘惑に負けて放課後から朝陽が昇るまで身動き取れずにもうイってるってばぁ！状態で20発射精ペットにさせられちゃった僕。                                         | MIDV-623  | MOODYZ      | | [ 143 ]         |
| 93                   | 19 marca        | 新ありな大乱交解禁！チ〇ポまみれでイキ狂い覚醒SPECIAL | MIDV-653  | MOODYZ      | | [ 144 ]         |
| 94                   | 16 kwietnia     | いつも叱っていた部下が立場逆転でクライアント側に転職！ ごめんなさい連呼！ガニ股オーガズムで何度も屈辱イキさせられたワタシ                                                                                     | MIDV-682  | MOODYZ      | | [ 145 ]         |
| 95                   | 21 maja         | 有名ヤリマンギャルに成長した幼馴染と地元で遭遇して3日3晩で12発もぶっこ抜かれた思い出 | MIDV-715  | MOODYZ      | | [ 146 ]         |
| 96                   | 16 lipca        | 仕事のミスの身代わりになった僕は言いなり女上司に顔射15発ぶっかけエロメイド契約 | MIDV-786  | MOODYZ      | | [ 147 ]         |
| 97                   | 30 lipca        | SUPER STAR 新ありな MOODYZ1stBEST12時間 32本番74射精 | MIZD-393  | MOODYZ      | | [ 148 ]         |
| 98                   | 20 sierpnia     | MOODYZ専属 新ありな 祝・中出し解禁!!人生初のナマ挿入、膣内射精10発!! | MIDV-818  | MOODYZ      | | [ 149 ]         |
| 99                   | 17 września     | 美脚長身ニーハイのスキマからぷりぷり美マンでくっぱぁおもてなし中出し風俗タワー | MIDV-850  | MOODYZ      | | [ 150 ]         |
| 100                  | 15 października | 「君のムラムラおち〇ぽシコシコ治療してアゲるん」 アナタの右手を支配するチンこきナース舐めシャブリ淫語責め！イク瞬間まで見つめて胸キュン顔面特化オナサポ射精管理クリニック                                     | MIDV-751  | MOODYZ      | | [ 151 ]         |
| 101                  | 19 listopada    | ソープ部を新たにつくった生徒会長ありなちゃんがエッチな衣装で大奮闘！発射無制限サービス | MIDV-959  | MOODYZ      | | [ 152 ]         |
| 102                  | 17 grudnia      | 死ぬほど嫌いなセクハラ上司に弱み握られ出張相部屋NTR 朝陽が二回昇ってもネチネチ続く絶倫粘着ピストンの中出し10発に屈服イキした私…                                                                               | MIDV-999  | MOODYZ      | | [ 153 ]         |

### Filmy dla dorosłychVR
| #                    | Data           | Tytuł | Kod wideo | Producent | Uwagi                                                                    | Przy.   |
| Jako Arina Hashimoto |                | |           |           |                                                                          |         |
| 2018                 |                | |           |           |                                                                          |         |
| 1                    | 7 października | 交わる体液、濃密セックスVR | SIVR-030  | S1        | Pierwszy film VR z jej udziałem                                          | [ 19 ]  |
| 2                    | 7 listopada    | VRで復活!リアル制服お散歩 VR没入空間で堪能する制服美少女のふともも・パンチラ 制服愛好者には堪らないアブノーマル性交                                                      | SIVR-032  | S1        |                                                                          | [ 154 ] |
| 3                    | 14 grudnia     | カノジョの妹が、2人きりになった途端超甘えん坊に大変身!! 普段はお姉ちゃん想いでツンツンしてるけど、実はすご～くムッツリエッチでこっそり大胆に僕を求めてくるVR!!           | SIVR-035  | S1        |                                                                          | [ 155 ] |
| 2019                 |                | |           |           |                                                                          |         |
| 4                    | 22 listopada   | 橋本ありなに常に見下し視線で連続5射精されちゃう怒涛の淫語・ベロキス・顔面舐め回し絶倫痴女VR                                                                              | SIVR-057  | S1        |                                                                          | [ 156 ] |
| 5                    | 13 grudnia     | 【絶対領域×ニーハイ】常に見上げる【服従視線】で橋本ありなの股下88cm美脚に弄ばれるVR                                                                                      | SIVR-057  | S1        |                                                                          | [ 157 ] |
| 2021                 |                | |           |           |                                                                          |         |
| 6                    | 20 sierpnia    | 橋本ありなが好きなのはボク。セックスを直ぐにせがまれる理想の同棲性活 | FSVSS-003 | FALENO    | Pierwszy film VR z FALENO                                                | [ 158 ] |
| 7                    | 17 września    | 「まだ始発まで時間あるでしょ…」終電を逃したオンナ上司と宅飲みしたら酔った勢いで朝まで痴女キス性交で５回ヌかれたボク 橋本ありな                                           | FSVSS-004 | FALENO    | Ostatni film VR pod starym nazwiskiem                                    | [ 159 ] |
| Jako Arina Arata     |                | |           |           |                                                                          |         |
| 2024                 |                | |           |           |                                                                          |         |
| 8                    | 14 lutego      | MOODYZ初VR ありながいっぱい射精せてあげたいな VRの天才“新ありな式”オナニーのお手伝いしてあげる5シチュエーションSP                                                        | MDVR-276  | MOODYZ    | Pierwszy film VR z MOODYZ i nowym nazwiskiem, wydany w rozdzielczości 8K | [ 160 ] |
| 9                    | 28 września    | 「始発までウチで飲み直さない？」終電逃し同期女子のおウチに…隙だらけな部屋着と谷間に胸騒ぎが止まない僕は絶品フェラでイチコロ…彼女を忘れ久々にケダモノになったモザイクな夜 | MDVR-312  | MOODYZ    | Wydany w rozdzielczości 8KVR                                             | [ 161 ] |

### Inne
| #                    | Data         | Tytuł                                 | Kod wideo | Producent                                  | Uwagi                                                          | Przy.   |
| Jako Arina Hashimoto |              |                                       |           |                                            |                                                                |         |
| 2015                 |              |                                       |           |                                            |                                                                |         |
| 1                    | 10 grudnia   | ハックツ美少女 Revolution 橋本ありな  | BAGBD-055 | グラッツコーポレーション                   | Obraz wideo                                                    | [ 162 ] |
| 2016                 |              |                                       |           |                                            |                                                                |         |
| 2                    | 25 lutego    | ALL NUDE 橋本ありな                   | OAE-099   | Air control                                | Obraz wideo, dystrybucja rozpoczęła się 20 lutego              | [ 163 ] |
| 3                    | 7 lipca      | Arina 大胆過激アイドル！              | REBDB-159 | REbecca                                    | Obraz wideo                                                    | [ 164 ] |
| 4                    | 13 września  | 綺麗なカラダ/橋本ありな               | NABE-001  | Natural＆Beauty マーレーインターナショナル | Obraz wideo                                                    | [ 165 ] |
| 5                    | 19 listopada | Jewelry                               | SGLA-001  | Shangri-La                                 | Obraz wideo, dystrybucja rozpoczęła się 17 listopada           | [ 166 ] |
| 2017                 |              |                                       |           |                                            |                                                                |         |
| 6                    | 5 stycznia   | Arina2 覚醒！オンリーワンアイドル！！ | REBDB-194 | REbecca                                    | Obraz wideo, tytuł został wydany w tym samym czasie na Blu-ray | [ 167 ] |
| 7                    | 13 maja      | 断然綺麗なハダカ                      | NABE-501  | Natural＆Beauty マーレーインターナショナル | Obraz wideo                                                    | [ 168 ] |
| 8                    | 25 czerwca   | 裸神                                  | OAE-122   | Air control                                | Obraz wideo, dystrybucja rozpoczęła się 24 czerwca             | [ 169 ] |
| 9                    | 2 listopada  | Arina3 絶対無敵アイドル！             | REBDB-260 | REbecca                                    | Obraz wideo, tytuł został wydany w tym samym czasie na Blu-ray | [ 170 ] |
| 2018                 |              |                                       |           |                                            |                                                                |         |
| 10                   | 25 czerwca   | 君はボクのもの                        | OAE-151   | Air control                                | Obraz wideo, dystrybucja rozpoczęła się 17 czerwca             | [ 171 ] |
| 11                   | 27 grudnia   | Arina4 Pretty princess                | REBDB-340 | REbecca                                    | Obraz wideo, tytuł został wydany w tym samym czasie na Blu-ray | [ 172 ] |
| 2019                 |              |                                       |           |                                            |                                                                |         |
| 12                   | 2 sierpnia   | Lover’s Day                           | LD-012    | ファインピクチャーズ                       | Obraz wideo                                                    | [ 173 ] |
| 2022                 |              |                                       |           |                                            |                                                                |         |
| 13                   | 17 marca     | Arina5 Sparkling holidays             | REBD-636  | REbecca                                    |                                                                | [ 174 ] |
| Jako Arina Arata     |              |                                       |           |                                            |                                                                |         |
| 2024                 |              |                                       |           |                                            |                                                                |         |
| 14                   | 9 lipca      | 姉のともだち 新ありな                 | FWAY-025  | Fair & Way                                 |                                                                | [ 175 ] |

## Publikacje

### Fotoksiążka
| #                    | Data            | Tytuł                     | Numer książki      | Informacje             | Uwagi                    | Przy.   |
| Jako Arina Hashimoto |                 |                           |                    |                        |                          |         |
| 2016                 |                 |                           |                    |                        |                          |         |
| 1                    | 16 kwietnia     | らぶぱら 橋本ありな       | ISBN 9784801906952 | Wydawca: Takeshobō     | Jej pierwsza fotoksiążka | [ 176 ] |
| 2                    | 25 grudnia      | flower                    | ISBN 9784775605844 | Wydawca: Saibunkan     |                          | [ 177 ] |
| 2017                 |                 |                           |                    |                        |                          |         |
| 3                    | 25 listopada    | Arina                     | ISBN 9784775605936 | Wydawca: Saibunkan     |                          | [ 178 ] |
| 2019                 |                 |                           |                    |                        |                          |         |
| 4                    | 26 stycznia     | ありなのだ。              | ISBN 9784198647544 | Wydawca: Tokuma Shoten |                          | [ 179 ] |
| Jako Arina Arata     |                 |                           |                    |                        |                          |         |
| 2022                 |                 |                           |                    |                        |                          |         |
| 5                    | 25 października | 新ありな写真集「nouveau」 | ISBN 9784775606551 | Wydawca: Saibunkan     |                          | [ 180 ] |
| 2023                 |                 |                           |                    |                        |                          |         |
| 6                    | 12 maja         | 神ぱら 新ありな           | ISBN 9784801935389 | Wydawca: Takeshobō     |                          | [ 181 ] |

### Cyfrowa fotoksiążka
| #                    | Data         | Tytuł                                                                                | Informacje                       | Uwagi                                                                                  | Przy.   |
| Jako Arina Hashimoto |              |                                                                                      |                                  |                                                                                        |         |
| 2016                 |              |                                                                                      |                                  |                                                                                        |         |
| 1                    | 24 lutego    | ハックツ美少女Revolution 橋本ありな デジタル写真集                                   | Wydawca: BAGUS                   | Jej pierwsza cyfrowa fotoksiążka                                                       | [ 182 ] |
| 2                    | 5 listopada  | Arina 大胆過激アイドル!・橋本ありな デジタル写真集                                   | Wydawca: REbecca                 |                                                                                        | [ 183 ] |
| 2017                 |              |                                                                                      |                                  |                                                                                        |         |
| 3                    | 19 czerwca   | LOVEPOP デラックス 橋本ありな 001                                                    | Wydawca: ピンク倶楽部            |                                                                                        | [ 184 ] |
| 4                    | 13 listopada | Only One 橋本ありな                                                                  | Wydawca: ラビリンス              |                                                                                        | [ 185 ] |
| 5                    | 28 listopada | 解禁 橋本ありな                                                                      | Wydawca: ピンク倶楽部            |                                                                                        | [ 186 ] |
| 2018                 |              |                                                                                      |                                  |                                                                                        |         |
| 6                    | 28 grudnia   | NUDE NEXT vol.02 橋本ありな                                                          | Wydawca: Shūeisha                |                                                                                        | [ 187 ] |
| 2019                 |              |                                                                                      |                                  |                                                                                        |         |
| 7                    | 14 sierpnia  | Lover’s Day デジタル写真集 橋本ありな                                                | Wydawca: ファインピクチャーズ    |                                                                                        | [ 188 ] |
| 8                    | 2 grudnia    | ジューシーハニー PLUS ＃3 橋本ありな                                                 | Wydawca: JUICY HONEY             |                                                                                        | [ 189 ] |
| 2020                 |              |                                                                                      |                                  |                                                                                        |         |
| 9                    | 3 sierpnia   | ファレノALLSTARS HEAVEN                                                              | Wydawca: Shōgakukan              | Wspólna cyfrowa fotoksiążka siedmiu ekskluzywnych aktorek FALENO                       | [ 190 ] |
| 10                   | 2 września   | LOVEPOP デラックス 橋本ありな 002                                                    | Wydawca: ピンク倶楽部            |                                                                                        | [ 191 ] |
| 11                   | 4 września   | ジューシーハニーTHE LUXURY EDITION 2020 橋本ありな                                   | Wydawca: JUICY HONEY             |                                                                                        | [ 192 ] |
| 2022                 |              |                                                                                      |                                  |                                                                                        |         |
| 12                   | 20 lipca     | 橋本ありな 隣のお姉さん ミューズ裸の天使 100カット愛蔵版 週刊現代デジタル写真集      | Wydawca: Kōdansha                |                                                                                        | [ 193 ] |
| Jako Arina Arata     |              |                                                                                      |                                  |                                                                                        |         |
| 13                   | 20 września  | 新ありな                                                                             | Wydawca: FANZA BEAUTY COLLECTION |                                                                                        | [ 194 ] |
| 14                   | 4 listopada  | みんなあつまれ MOODYZキャンペーン2022 Special Photo Book                             | Wydawca: FANZA BEAUTY COLLECTION | Zawiera zdjęcia 32 aktorek z MOODYZ                                                    | [ 195 ] |
| 15                   | 23 grudnia   | 新ありな シン・ありな                                                                | Wydawca: Shōgakukan              |                                                                                        | [ 196 ] |
| 2023                 |              |                                                                                      |                                  |                                                                                        |         |
| 16                   | 17 marca     | ＃Escape 新ありな                                                                    | Wydawca: GOT                     |                                                                                        | [ 197 ] |
| 17                   | 31 marca     | 春のパンツまつり2023 Photo Book                                                      | Wydawca: FANZA BEAUTY COLLECTION | Zawiera zdjęcia pięciu dziewczyn z kampanii FANZA „春のパンツまつり2023”               | [ 198 ] |
| 18                   | 28 lipca     | 新ありな ヌードのヴィーナス vol.1 FRIDAYデジタル写真集                               | Wydawca: Kōdansha                |                                                                                        | [ 199 ] |
| 19                   | 28 lipca     | 新ありな ヌードのヴィーナス vol.2 FRIDAYデジタル写真集                               | Wydawca: Kōdansha                |                                                                                        | [ 200 ] |
| 20                   | 28 lipca     | 新ありな ヌードのヴィーナス vol.3 オール未公開100カット超完全版 FRIDAYデジタル写真集 | Wydawca: Kōdansha                |                                                                                        | [ 201 ] |
| 21                   | 22 grudnia   | Count sheep【Nap】新ありな                                                           | Wydawca: GOT                     |                                                                                        | [ 202 ] |
| 22                   | 22 grudnia   | Count sheep【Sleep】新ありな                                                         | Wydawca: GOT                     |                                                                                        | [ 203 ] |
| 2024                 |              |                                                                                      |                                  |                                                                                        |         |
| 23                   | 15 marca     | みんなあつまれ MOODYZキャンペーン2024 スペシャルフォトブック                         | Wydawca: FANZA BEAUTY COLLECTION | Zawiera zdjęcia 16 dziewczyn z kampanii FANZA „みんなあつまれ! MOODYZキャンペーン2024” | [ 204 ] |
| 24                   | 24 maja      | とられち 新ありな                                                                    | Wydawca: TranceRetinal           |                                                                                        | [ 205 ] |
| 25                   | 1 listopada  | ＃LadyMary 新ありな                                                                  | Wydawca: GOT                     |                                                                                        | [ 206 ] |

### Karta kolekcjonerska
| #                    | Data        | Tytuł                                                                                 | Informacje                       | Uwagi | Przy.   |
| Jako Arina Hashimoto |             |                                                                                       |                                  |       |         |
| 2017                 |             |                                                                                       |                                  |       |         |
| 1                    | 29 kwietnia | AVC ジューシーハニー コレクションカード Vol.37                                        | Wydawca: 株式会社ミント          |       | [ 207 ] |
| 2                    | 17 czerwca  | CJ SEXY CARD SERIES VOL.28 橋本ありな OFFICIAL CARD COLLECTION ～100%ありなランド～   | Wydawca: JYUTOKU                 |       | [ 208 ] |
| 2018                 |             |                                                                                       |                                  |       |         |
| 3                    | 23 czerwca  | CJ SEXY CARD SERIES VOL.40 橋本ありな OFFICIAL CARD COLLECTION ～初夏の風に誘われて～ | Wydawca: JYUTOKU                 |       | [ 209 ] |
| 2019                 |             |                                                                                       |                                  |       |         |
| 4                    | 29 czerwca  | AVC ジューシーハニー コレクションカード PLUS#3                                        | Wydawca: 株式会社ミント          |       | [ 210 ] |
| 2020                 |             |                                                                                       |                                  |       |         |
| 5                    | 22 lutego   | AVC ジューシーハニー コレクションカード LUXURY EDITION 2020                           | Wydawca: 株式会社ミント          |       | [ 211 ] |
| Jako Arina Arata     |             |                                                                                       |                                  |       |         |
| 2022                 |             |                                                                                       |                                  |       |         |
| 6                    | 23 grudnia  | Girl’s Party Collection ～THE FAN FUN TRUMP～ 第3弾                                   | Wydawca: Girl‘s Party Collection |       | [ 212 ] |
| 2024                 |             |                                                                                       |                                  |       |         |
| 7                    | 29 lutego   | Girl’s Party Collection ～THE FAN FUN TRUMP～ 第6弾                                   | Wydawca: Girl‘s Party Collection |       | [ 213 ] |

### Inne
| #                    | Data    | Tytuł                                       | Informacje        | Uwagi                            | Przy.   |
| Jako Arina Hashimoto |         |                                             |                   |                                  |         |
| 2019                 |         |                                             |                   |                                  |         |
| 1                    | 27 maja | ビジュアルヌード・ポーズBOOK act 橋本ありな | Wydawca: 二見書房 | Kolekcja póz, ISBN 9784576190815 | [ 214 ] |